# Steinquendel-Ehrenpreis
Der Steinquendel-Ehrenpreis (Veronica acinifolia), auch als Drüsenreicher Ehrenpreis oder Kölme-Ehrenpreis bezeichnet, ist eine Pflanzenart in der Familie der Wegerichgewächse (Plantaginaceae).

## Beschreibung

### Vegetative Merkmale
Der Steinquendel-Ehrenpreis wächst als einjährige, krautige Pflanze, die meist nur Wuchshöhen von 5 bis 25 Zentimetern erreicht. Sie besitzt am Grunde meist mehrere, bogig aufwärts gekrümmte Seitensprosse. Der aufrechte Stängel ist im unteren Teil fast kahl, sonst spärlich flaumig drüsig behaart.
Die gegenständig angeordneten Laubblätter sind in kurzen Blattstiel und Blattspreite gegliedert. Die einfache Blattspreite ist eiförmig bis rundlich mit gerundetem oder schwach keilförmigem Spreitengrund. Sie sind undeutlich gesägt bis ganzrandig oder schwach gekerbt. Die unteren Laubblätter sind fast kahl und die oberen spärlich flaumig drüsig behaart sowie ganzrandig.

### Generative Merkmale
Die Blütezeit liegt vorwiegend in den Monaten April bis Juni. Die Blüten stehen in lockeren, später sehr verlängerten, traubigen Blütenständen zusammen.
Die Blütenstiele sind etwa ein- bis zweimal so lang wie ihre Deckblätter. Die relativ kleinen, zwittrigen Blüten besitzen eine doppelte Blütenhülle. Die Blütenkrone ist blassblau und dunkler (gestreift) geadert und besitzt einen gelblichen Schlund.
Der Fruchtstiel ist zwei- bis dreimal so lang wie der Blütenkelch. Die sehr tief spitzwinklig ausgerandete, stark abgeflachte Kapselfrucht ist so lang wie die Kelchblätter, überragt diese aber etwas und ist reichlich drüsig behaart.
Die Chromosomenzahl beträgt 2n = 14 oder 16.

## Vorkommen
Veronica acinifolia kommt in West-, Süd- und Südosteuropa vor. Östlich reicht sein Verbreitungsgebiet bis Südrussland und Westasien. Die Art kommt in Mitteleuropa sehr selten vor.
In Deutschland, Österreich und der Schweiz ist die Art sehr selten und im gesamten Gebiet vom Aussterben bedroht. Vorkommen in Deutschland gab es vor allem im südwestlichen Gebiet, wovon die meisten jedoch inzwischen erloschen sind.
Der Steinquendel-Ehrenpreis wächst in Kleinseggengesellschaften und auf Äckern. Er gedeiht am besten auf feuchten bis nassen, kalkfreien, meist etwas dichten, tonigen und sandigen Lehmböden. Er ist in Mitteleuropa eine Charakterart des Centunculo-Anthoceretum aus dem Verband Nanocyperion.

## Taxonomie
Die Erstveröffentlichung von Veronica acinifolia erfolgte 1762 durch Carl von Linné. Synonyme für Veronica acinifolia L. sind: Veronica perpusilla Boiss., Veronica nudicaulis Kar. & Kir., Veronica pusilla Hohen. & Boiss. ex Benth., Agerella acinifolia Fourr., Cardia orbicularis Dulac, Veronica ciliata Schloss. & Vukot., Veronica coniosperma Wallr., Veronica hirsuta Vukot. ex Nym.